# やまねあやの
やまね あやの（山根 綾乃、英：YAMANE AYANO、12月18日 - ）は、日本のイラストレーター、漫画家。兵庫県淡路島出身、大阪府在住。女性。血液型はA型。

## 人物概要・作風
主にボーイズラブ系漫画で活躍。小説の挿絵も担当することも多い。
耽美主義かつ豪奢な作風は、ボーイズラブ業界において絶大な人気を誇り、日本国外での評価も高い。
『ファインダーシリーズ』は、11巻時点で240万部を突破した。
漫画家同士では、影木栄貴、ねこ田米蔵ととても仲が良い。
宝塚歌劇のファンでもある。
大の愛猫家である。

## 作品リスト

### コミックス
- 異国色恋浪漫譚（既刊1巻）
- ファインダーシリーズ（既刊14巻）
  - ファインダーの標的
  - ファインダーの檻
  - ファインダーの隻翼
  - ファインダーの虜囚
  - ファインダーの真実
  - ファインダーの熱情
  - ファインダーの渇望
  - ファインダーの密約
  - ファインダーの鼓動
  - ファインダーの蜜月
  - ファインダーの最果て
  - ファインダーの抱擁
  - ファインダーの陽炎
  - ファインダーの溺愛
- クリムゾン・スペル（既刊7巻）

### 読み切り
- 恋するシリーズ
  - 恋する植物（『標的』収録）
  - 恋するDNA（『檻』収録）
  - 恋するベビーリーフ（『隻翼』収録）
- ラブ・レッスン（『標的』収録）
- リスキーリサエティ（同上）
- ベイクド・スウィート・メガネ（『隻翼』収録）
- CAT & MASTER DOG

### 挿絵（小説イラスト）
- タイムリミット （原作・文：剛しいら）
- BAD BOYS!えーちゃん （原作・文：剛しいら）
- 危険な残業手当 （原作・文：剛しいら）
- スーツの夜 （原作・文：剛しいら）
- 憎みきれないろくでなし （原作・文：ふゆの仁子）
- 不夜城のダンディズム （原作・文：ふゆの仁子）
- Gのエクスタシー （原作・文：ふゆの仁子）
- 勝手にしやがれ!ろくでなし （原作・文：ふゆの仁子）
- 高慢な天使と紳士な野蛮人 （原作・文：ふゆの仁子）
- ふ・ら・ちなニューフェース （原作・文：水月真兎）
- ANSWER （原作・文：崎谷はるひ）
- SUGGESTION （原作・文：崎谷はるひ）
- ねじれたEDGE （原作・文：崎谷はるひ）
- 想い出の月約束の海 （原作・文：椎名りりん）
- 共犯恋人関係 （原作・文：なかはら茉梨）
- 狂おしく恋に堕ちる。 （原作・文：鬼塚ツヤコ）
- ハッピータイム （原作・文：高岡ミズミ）
- ハッピーハーレム （原作・文：高岡ミズミ）
- 甘い罪の果実 （原作・文：藤森ちひろ）
- ハーレム・ナイト瑠璃色の王冠 （原作・文：井村仁美）
- プラトニックポルノ （原作・文：しんがいわかこ）
- 揺らぐ世界の調律師 （原作・文：津守時生）
- 追われる夜の獣 （原作・文：遠野春日）
- ほんきだよ （原作・文：坂井朱生）
- 誘惑の部屋に捕らわれて （原作・文：水上ルイ）
- ココロもカラダも手に入れろ! （原作・文：松岡裕太）
- とけない魔法 （原作・文：春原いずみ）
- 妖奇庵夜話 その探偵、人にあらず （原作・文：榎田ユウリ）
- 妖奇庵夜話 空蝉の少年 （原作・文：榎田ユウリ）

### 画集ほか
- やまねあやのイラスト集 絢（ビブロス、2004年5月20日第1刷発行）ISBN 4-8352-1573-7
- ファインダーの標的 キャラクターズブック（リブレ出版、2007年12月18日第1刷発行）ISBN 978-4-86263-279-1
- やまねあやのラフ画集 AYANO's rough illustrations（リブレ出版、2007年12月発行）
  - BBC「ファインダーの虜囚」＆新装版発売記念ラフ画集全員サービス
- クリムゾン・スペル画集 やまねあやの（徳間書店、2021年6月25日発売[2]、電子限定版：2021年7月16日発売[3]）
  - 美麗イラスト全45点を完全収録＆著者コメントを掲載したB5サイズの豪華ミニ画集（『クリムゾン・スペル』7巻画集付き特装版）

### ファンブック
- やまねあやのスペシャルファンブック Love Prize（隔月刊BE-BOY GOLD 2004年2月号付録）
- やまねあやのスペシャルファンブック Love Prize II（隔月刊BE-BOY GOLD 2005年10月号付録）
- やまねあやのスペシャルファンブック Love Prize III（隔月刊BE-BOY GOLD 2007年10月号付録）
- やまねあやのスペシャルファンブック Love Prize IV（隔月刊BE-BOY GOLD 2009年10月号付録）
- やまねあやのスペシャルファンブック Love Prize デビュー15周年記念 Anniversary ver.（隔月刊BE-BOY GOLD 2016年4月号付録）